# Kaori Chikaishi
Kaori Chikaishi (近石香緒里?, Chikaishi Kaori; Osaka, 23 settembre 1963) è un'ex cestista giapponese.

## Carriera
Con il Giappone ha disputato i Campionati del mondo del 1983.